# Lunghezza fuori tutto

La lunghezza fuori tutto (LOA) di una nave contrapposta alla lunghezza alla linea di galleggiamento (LWL)

In nautica, la lunghezza fuori tutto è la lunghezza massima dello scafo di una imbarcazione, misurata tra le perpendicolari condotte dai punti più sporgenti di prua e di poppa; nelle navi a vela di solito è escluso dal calcolo l'albero di bompresso e in generale tutto quanto è fissato allo scafo vero e proprio.
La misura della lunghezza fuori tutto è importante in particolare per le operazioni di ormeggio di un'imbarcazione in porto; generalmente, i costi d'ormeggio sono calcolati in proporzione a questa dimensione.